# Обухівка (Великосолдатський район)
Обухівка (рос. Обуховка) — присілок в Великосолдатському районі Курської області Російської Федерації.
Населення становить 31 особу. Входить до складу муніципального утворення Волоконська сільрада.

## Історія
Населений пункт розташований на території українського етнічного та культурного краю Східна Слобожанщина.
Від 2004 року входить до складу муніципального утворення Волоконська сільрада.

## Населення
| 2002 | 2010 |
| ---- | ---- |
| 29   | ↗31  |